# روبرتو سانشيز
روبرتو سانشيز (بالإسبانية: Sandro)‏ هو مغني وممثل أرجنتيني، ولد في 19 أغسطس 1945 ببوينس آيرس في الأرجنتين، وتوفي في 4 يناير 2010 في الأرجنتين.

## وصلات خارجية
- روبرتو سانشيز على موقع IMDb (الإنجليزية)
- روبرتو سانشيز على موقع ميوزك برينز (الإنجليزية)
- روبرتو سانشيز على موقع أول ميوزيك (الإنجليزية)
- روبرتو سانشيز على موقع ديسكوغز (الإنجليزية)
- روبرتو سانشيز على موقع قاعدة بيانات الفيلم (الإنجليزية)